# Confine tra Turkmenistan e Uzbekistan
Il confine tra il Turkmenistan e l'Uzbekistan descrive la linea di demarcazione tra questi due Stati. Ha una lunghezza di 1.793 km ed è il più esteso del Turkmenistan e il secondo più lungo dell'Uzbekistan (alle spalle di quello tra Uzbekistan e Kazakistan). Il confine inizia alla triplice frontiera con il Kazakistan e cessa a quella con l'Afghanistan.
Il confine tra Turkmenistan e Uzbekistan fu istituito per la prima volta nel 1925, quando entrambi i paesi facevano parte dell'Unione Sovietica rispettivamente come RSS Turkmena e RSS Uzbeka. Con la dissoluzione dell'Unione Sovietica nel 1991, il Turkmenistan e l'Uzbekistan divennero Paesi indipendenti, rendendo il confine tra Turkmenistan e Uzbekistan un limite internazionale. Nel 2000, è stato sottoscritto un trattato congiunto tra Turkmenistan e Uzbekistan, riconoscendo la demarcazione post-indipendenza come quella ufficiale, ponendo fine a un decennio di controversie e così stabilendo la linea attuale. Successivamente, è stata avviata la costruzione di una barriera di separazione.

## Caratteristiche
Il confine inizia a ovest al triplice confine con il Kazakistan. Segue una linea approssimativamente orizzontale verso est prima di dirigersi bruscamente a nord e poi a nord-est, attraversando il lago Sarygamysh, situato a ridosso del confine. Anche in questa sezione, l'Uzbekistan si insinua ancora verso il territorio turkmeno. Il confine vira quindi a sud-est in prossimità di Shumanay, seguendo un iter un po' contorto fino a lambire il fiume Amu Darya presso Pitnak e Gazojak; segue il corso d'acqua fino al 40º parallelo nord. Il confine segue più avanti una serie di linee rette che attraversano il sud-est attraverso il deserto del Karakum, prima di deviare a sud attraverso la catena montuosa Kugitangtau fino al tripunto con l'Afghanistan sull'Amu Darya. Gran parte del confine è attraversato da una grande ferrovia che lo attraversa per tre volte: si tratta di un retaggio dell'epoca sovietica, in cui furono costruite infrastrutture senza tener conto di quelli che allora erano confini interni.

## Storia
La Russia aveva conquistato l'Asia centrale nel XIX secolo annettendo i Khanati precedentemente indipendenti di Kokand, Khiva e l'Emirato di Bukhara. Dopo che i comunisti assunsero il potere nel 1917 e crearono l'Unione Sovietica, fu deciso di separare l'Asia centrale in repubbliche su base etnica in un processo noto come processi di delimitazione dei territori nazionali. Tale operazione rientrava nella teoria secondo cui il nazionalismo costituiva un tassello necessario per una società di stampo marxista: d'altronde, Stalin intendeva realizzare una nazione definibile come «una stabile comunità di persone ripartita su basi storiche, oltre che sulla base di lingue comuni, territori di appartenenza, scambi economici e studi antropologici volti ad identificare le tracce di una cultura comune [per ogni territorio]».
Il processo messo in atto è comunemente descritto come nient'altro che una semplice applicazione del divide et impera, un furbo tentativo messo in atto da Stalin per preservare molti poteri in mano a Mosca, identificando confini tracciati minuziosamente sulla scia delle minoranze all'interno ogni stato. Sebbene nel concreto i sovietici fossero preoccupati per la possibilità di dover fronteggiare movimenti pan-turkistici come accadde già caso della rivolta dei Basmachi degli anni '20, essi presentarono più volte un quadro politico molto più sereno di quanto potesse apparire in concreto.
I russi miravano a creare repubbliche etnicamente omogenee: tuttavia, tale operazione risultò molto dura in diverse aree culturalmente miste (ad esempio la valle di Fergana) e spesso si giunse a compromessi su alcuni gruppi sociali (ad esempio il popolo Sart, per metà tagiko e per metà uzbeko e alcune comunità turkmene ed uzbeke situate lungo l'Amu Darya). L'intellighenzia locale discusse fortemente (e in molti casi fomentato oltremodo) la problematica sulle demarcazioni, costringendo spesso i sovietici a ridiscuterle: la risoluzione delle controversie era resa meno facile per via della mancanza di conoscenze accurate e dalla scarsità di dati etnografici accurati o aggiornati sulle regioni.
Non andrebbe poi dimenticato che la divisione tra i territori non si limitava alla sfera sociale, in quanto volta altresì a favorire scambi economici, allo sviluppo di politiche agricole e al potenziamento delle infrastrutture locali che risultavano propositi slegati dal discorso etnico. Il tentativo di bilanciare questi interessi contrapposti tra Mosca e realtà locali si rivelò estremamente difficile e in alcuni casi impossibile (soprattutto nelle aree più remote), apportando come risultato la creazione di confini talvolta assai contorti, enclavi multiple e l'inevitabile creazione di grandi minoranze che hanno finito per vivere nella repubblica "sbagliata". Va inoltre sottolineato che i sovietici non hanno mai voluto che queste frontiere diventassero frontiere internazionali come lo sono oggi.

Asia centrale sovietica nel 1922 prima della delimitazione nazionale

La delimitazione dell'area su basi etniche era stata proposta già nel 1920. A quel tempo l'Asia centrale era composta da due Autonome Repubbliche socialiste sovietiche (ASSR) all'interno della RSFS Russa: la RSSA Turkestana, creata nell'aprile 1918 e che occupa gran parte di ciò che oggi è identificabile con il Kazakistan meridionale, l'Uzbekistan e il Tagikistan, nonché il Turkmenistan) e la Repubblica Socialista Sovietica Autonoma Kirghisa (RSSA Kirghiz e RSSA del Kirghizistan sulla mappa), che fu istituita il 26 agosto 1920 nel territorio all'incirca corrispondente alla parte settentrionale dell'odierno Kazakistan (a quel tempo i kazaki erano indicati come "Kirghizi", mentre i kirghizi erano considerati una minoranza kazaka e indicati come "Kara-Kirghizi", ovvero "Kirghizi-Neri" che abitano sulle montagne). Vi furono anche due "repubbliche" successive dell'Emirato di Bukhara e il Khanato di Khiva, convertite nella Repubblica Sovietica Popolare di Bukhara e di Corasmia in seguito all'acquisizione da parte dell'Armata Rossa nel 1920.
Il 25 febbraio 1924, il Politburo e il Comitato Centrale del PCUS annunciarono che avrebbero proceduto ad avviare la definizione dei confini in Asia centrale. Il processo doveva essere supervisionato da un comitato speciale dell'Ufficio dell'Asia centrale, con tre sottocomitati per ognuna di quelle che erano ritenute le principali comunità della regione (kazaki, turcomanni e uzbeki), allo scopo di agire quanto più celermente possibile. Nonostante i progetti iniziali di preservare la sussistenza della Corasmia e della Bukhara, alla fine si optò di dividerle nell'aprile 1924. Non mancarono vibranti proteste dei partiti comunisti locali (quello della Corasmia, in particolare, chiese di poter partecipare alla votazione che si sarebbe tenuta per decidere sullo scioglimento dello Stato nel luglio del medesimo anno).
La creazione del Turkmenistan fu rallentata dalla fragile identità che il popolo turkmeno aveva (o meglio, non) costruito. Molti cittadini si identificavano infatti in primis nel proprio gruppo etnico piuttosto che come turcomanni. Ciononostante, il partito comunista turkmeno si impegnò a fondo per la creazione di una RSS Turkmena unita, argomentando a supporto della propria tesi la relativa omogeneità della popolazione. Una visione piuttosto ottimistica, se si pensa che risultava duro considerare le popolazioni che vivevano lungo l'Amu Darya come unitarie o assimilabili ai "turkmeni" o agli "uzbeki" (è il caso dei Salur, Bayad, Kurama, Ersarï, Khïdar-Alï, ecc.). I comunisti turkmeni misero in atto una strategia "massimalista", ovvero volta a ritenere tutti i gruppi incerti come turkmeni. Grazie agli sforzi profusi, furono assegnate al Turkmenistan le città di Farap e Chardzhou (odierna Türkmenabat), entrambe rivendicate pure dagli uzbeki. Questi ultimi si indignarono particolarmente quando la città di Tashauz (ora Daşoguz) fu ceduta nonostante la popolazione fosse perlopiù uzbeka. La scelta compiuta dai russi fu squisitamente politica in questo caso, poiché ritennero che una bassa popolazione complessiva nella RSS Turkmena avrebbe comportato una più lenta crescita industriale.
La RSS Turkmena e la RSS Uzbeka furono ufficialmente costituite nel 1924. L'Uzbekistan in quel momento non includeva l'allora molto più vasta RSSA del Karakalpakstan, comportando un confine originariamente costituito da due sezioni separate non contigue divise dalla RSS Kazaka; nel 1936 la RSSA Karakalpak fu trasferita all'Uzbekistan e la delimitazione assunse la sua forma attuale.

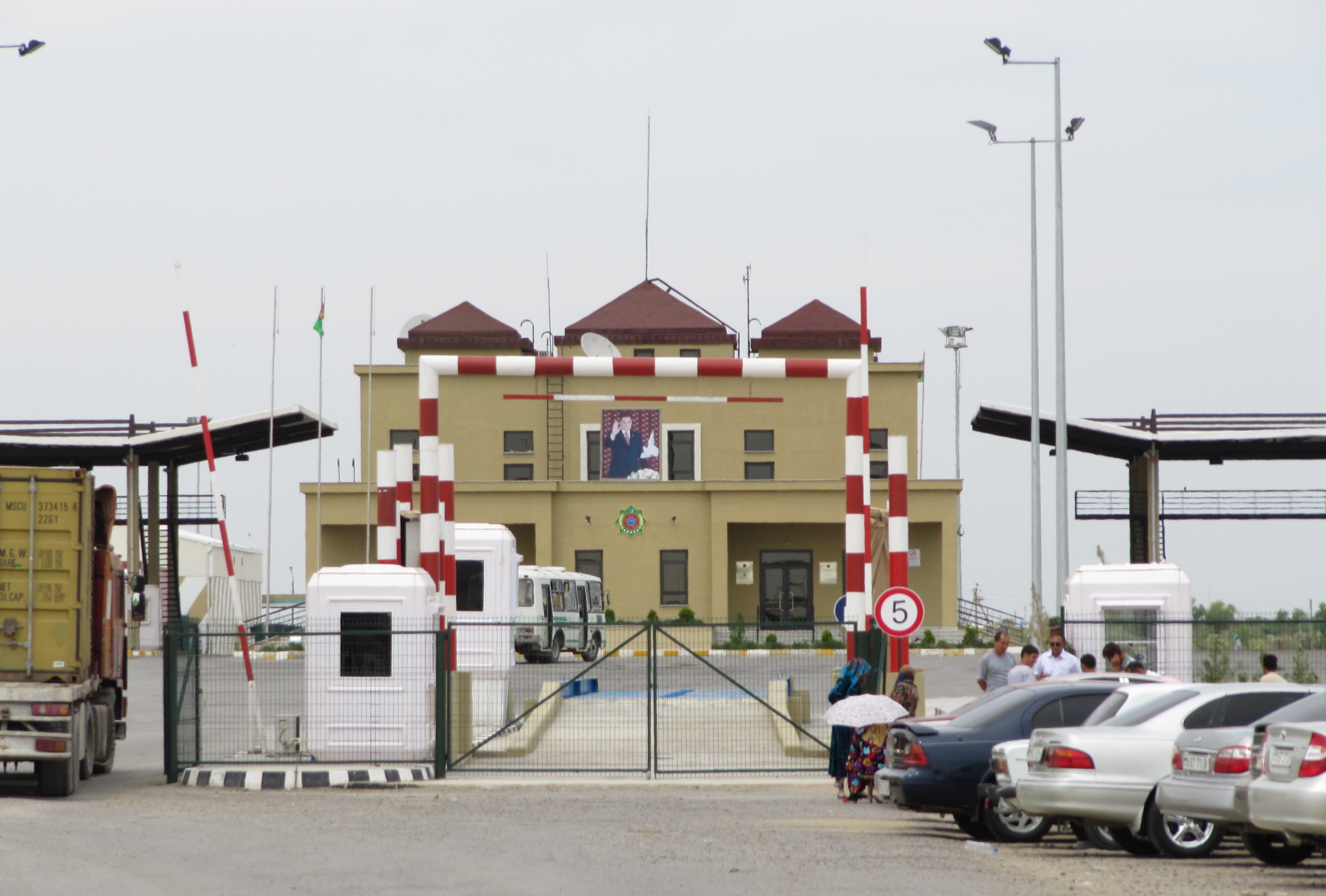
Valico di frontiera tra Turkmenistan e Uzbekistan a Farap (lato turkmeno)

Il confine divenne una frontiera internazionale nel 1991, in seguito allo scioglimento dell'Unione Sovietica e all'indipendenza dichiarata dalle varie repubbliche costituenti. Dopo alcune dispute nate ed esauritesi negli anni '90, il Turkmenistan e l'Uzbekistan concordarono nel rispettare il tradizionale confine inter-repubblicano, come evince dal trattato congiunto firmato nel 2000 dai presidenti Saparmyrat Nyýazow e Islom Karimov. Il 30 marzo 2001 il presidente del Turkmenistan Saparmurat Niyazov ordinò al suo governo di ultimare la costruzione della barriera di separazione di 1.700 km lungo il confine del Turkmenistan con l'Uzbekistan e il Kazakistan entro la fine dell'anno per prevenire il contrabbando e l'immigrazione clandestina:
Gli svariati dissapori tra Turkmenistan e l'Uzbekistan sono terminati il 31 maggio del 2004, quando il ministero degli Esteri turkmeno ha rilasciato una dichiarazione solenne in cui affermava che le controversie erano state risolte. Le relazioni sembrano essere ulteriormente migliorate negli ultimi anni, con la piena costituzione delle barriere di confine ancora in corso.

## Valichi di frontiera
- Kunya-Urgench (TKM) – Xo'jayli (UZB) (stradale)[39]
- Daşoguz (TKM) – Shovot (UZB) (stradale)[39]
- Gazojak (TKM) – Druzhba (UZB) (stradale)[39]
- Farap (TKM) – Olot (UZB) (stradale e ferroviario)[39]
- Kerki (TKM) – Qarshi (UZB) (stradale e ferroviario)[39]

## Insediamenti nei pressi del confine

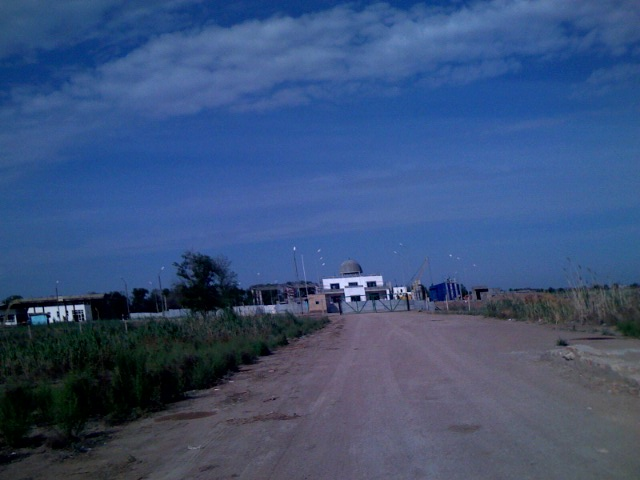
Frontiera presso Kunya-Urgench vista dal lato turkmeno

### Turkmenistan
- Kunya-Urgench
- Imeni Gorkogo
- Takhiatash
- Daşoguz
- Gazojak
- Darganata
- Türkmenabat
- Farap

### Uzbekistan
- Shumanay
- Xo'jayli
- Takhiatash
- Shovot
- Mang'it
- Yablykangly
- Gazavat
- Khiva
- Khzorasp
- Pitnak
- Olot